# Paulo Sérgio Nogueira de Oliveira
Paulo Sérgio Nogueira de Oliveira GCMM (Iguatu, 28 de agosto de 1958) é um general de exército do Exército Brasileiro. Foi ministro da Defesa do Brasil entre 1 de abril de 2022 e 31 de dezembro de 2022  e foi Comandante do Exército brasileiro entre 20 de abril de 2021 e 31 de março de 2022.
Em 21 de novembro de 2024, foi indiciado no inquérito que investiga a tentativa de golpe de estado para manter Bolsonaro no poder mesmo após a derrota para Lula nas eleições de 2022.

## Carreira militar

### Oficial
Oriundo do Colégio Militar de Fortaleza, ingressou na carreira militar em 4 de março de 1974, na Escola Preparatória de Cadetes do Exército (EsPCEx), seguindo em 1977 para a Academia Militar das Agulhas Negras, onde foi declarado aspirante-a-oficial da Arma de Infantaria, em 15 de dezembro de 1980.
Como capitão, realizou o curso da Escola de Aperfeiçoamento de Oficiais, Como major e coronel, fez respectivamente os cursos de Comando e Estado-Maior e de Política, Estratégia e Alta Administração do Exército na Escola de Comando e Estado-Maior do Exército. Possui ainda o Curso de Operações na Selva e os Estágio de Escalador Militar, de Operações Psicológicas e de Comunicação Social.
Durante sua vida militar, foi instrutor da Academia Militar das Agulhas Negras em três oportunidades, sendo, em uma delas, Comandante do Curso de Infantaria da AMAN.
Em 1994, foi Subcomandante do 2º Batalhão de Infantaria de Selva, em Belém. Também foi Oficial de Estado-Maior da 12ª Região Militar, em Manaus. Comandou o 10º Batalhão de Infantaria Leve-Montanha, em Juiz de Fora. Foi chefe da 5ª Seção do Comando da 10ª Região Militar, em Fortaleza.
Ainda como coronel foi Adido de Defesa Naval do Exército e Aeronáutico do Brasil no México, Chefe da Seção de Promoções de Oficiais e Subdiretor da Diretoria de Avaliação e Promoções.

### Oficial general
Como general de brigada exerceu os cargos de Chefe do Estado-Maior do Comando Militar do Oeste, em Campo Grande; Comandante da 16ª Brigada de Infantaria de Selva, em Tefé; Chefe do Estado-Maior do Comando Militar da Amazônia, em Manaus.
Promovido a general de divisão, foi Comandante da 12ª Região Militar, também em Manaus; Subchefe de Assuntos Internacionais e Subchefe de Organismos Americanos do Ministério da Defesa, em Brasília; e Comandante Logístico do Hospital das Forças Armadas.
Promovido a general de exército em 31 de março de 2018, foi Comandante Militar do Norte, em Belém.
Em seguida, chefiou o Departamento-Geral do Pessoal, em Brasília, de 1 de setembro de 2020 a 13 de abril de 2021.
Em 31 de março de 2021, foi designado para assumir o cargo de Comandante do Exército Brasileiro, substituindo o general Edson Pujol.
Em 1 de abril de 2022, foi designado pelo então Presidente da Republica Jair Bolsonaro como Ministro da Defesa.

## Política

### Eleições 2022
Em 9 de novembro de 2022, passada a eleição presidencial no Brasil em 2022 e diante dos subsequentes protestos em todo o país, o ministro Paulo Sérgio Nogueira de Oliveira entregou ao Tribunal Superior Eleitoral (TSE) um relatório de fiscalização das urnas por parte das Forças Armadas na qualidade de entidade fiscalizadora. No documento dirigido ao presidente do TSE Alexandre de Moraes, foi observado que o sistema eletrônico de votação (SEV) podia estar com a segurança do processo sob relevante risco, em virtude da "ocorrência de acesso à rede, durante a compilação do código-fonte e consequente geração dos programas (códigos binários)", não estando isento da influência de "eventual código malicioso capaz de alterar seu funcionamento"; ao final  do texto, por sugestão de técnicos militares, o ministro solicitou de forma urgente à corte do TSE a realização de uma investigação por meio de uma comissão específica com representantes de entidades fiscalizadoras do país, a fim de promover "análise dos códigos binários efetivamente executados nas urnas eletrônicas".

### Investigação por tentativa de golpe de Estado
A Polícia Federal deflagrou no dia 8 de fevereiro de 2024 a Operação Tempus Veritatis para apurar organização criminosa que atuou na tentativa de golpe de Estado e abolição do Estado Democrático de Direito, para obter vantagem de natureza política com a manutenção do então presidente da República no poder. Paulo Sérgio Nogueira foi um dos 33 alvos de busca e apreensão.
Em 21 de novembro de 2024, foi indiciado junto de Jair Bolsonaro e ex-integrantes de seu governo por abolição violenta do estado democrático de direito, golpe de estado e organização criminosa.
Em 10 de junho de 2025, o ex-ministro foi interrogado na Primeira Turma do Supremo Tribunal Federal (STF) e pediu desculpas publicamente pelas declarações que fez contra o Tribunal Superior Eleitoral (TSE) e contra o ministro Alexandre de Moraes, presidente da Corte à época. Ele negou uma minuta sobre supostas fraudes nas urnas.

## Condecorações
- Ordem de Rio Branco, Grã-Cruz;[15]
- Ordem do Mérito Militar, Grã-Cruz;[16]
- Ordem do Mérito Naval;
- Ordem do Mérito Aeronáutico;
- Ordem do Mérito Judiciário Militar;
- Medalha Militar de Ouro, com Passador de Platina;
- Medalha do Pacificador;
- Medalha da Vitória;
- Medalha Mérito Santos Dumont;
- Distintivo de Comando Dourado; e
- Medalha de Serviço Amazônico, com Passador de Prata.